# Почётные звания оперных исполнителей
Почётные звания оперных исполнителей — традиция присвоения наиболее выдающимся оперным артистам специальных почётных званий в некоторых странах.
В ряде стран оперные певцы и певицы получают государственное признание своих заслуг вместе с артистами других направлений (такая практика существовала в Российской империи и в СССР, а в настоящее время унаследована Россией и другими странами постсоветского пространства) либо разделяют одни награды не только с другими артистами, но и с общественными деятелями, деятелями науки и прочих значимых областей (например, Орден Британской империи в странах Содружества).

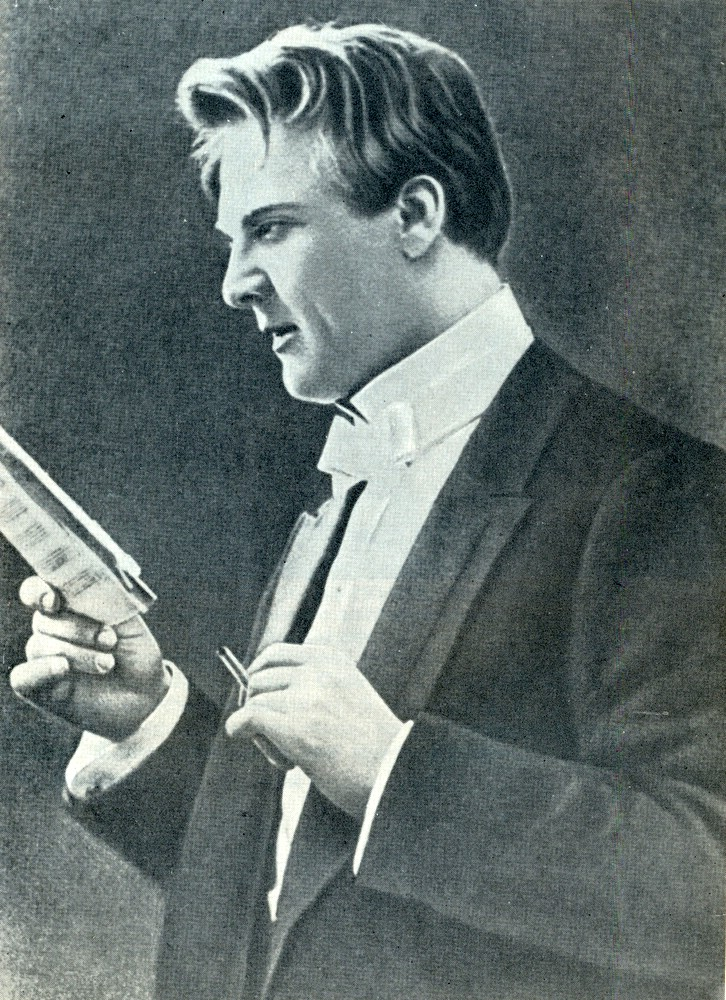
Солист Его императорского Величества Ф. И. Шаляпин

Среди специальных званий для артистов оперы можно отметить звание «Солист Его Императорского Величества», существовавшее в Российской империи до 1917 года, которое носили такие исполнители, как Мария Каменская, Николай Фигнер, Фёдор Шаляпин.
В ряде стран Европы особые почётные звания в области оперного искусства существуют до сих пор. Это — звание «Каммерзенгер» в Германии и Австрии, «Придворный певец» в Швеции и «Королевский каммерзангер» в Дании.

## Действующие почётные звания

### Германия и Австрия

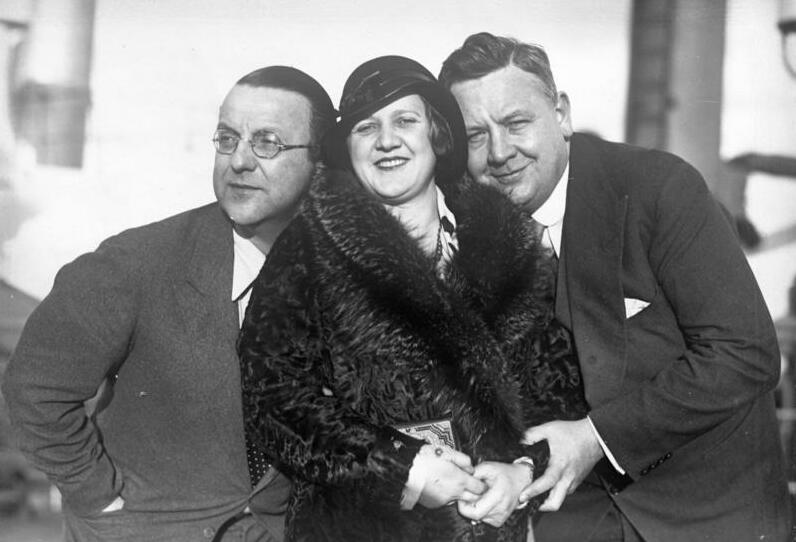
Михаэль Бонен, Элизабет Рётберг и Лауриц Мельхиор. Два немецких каммерзенгера и один датский в Нью-Йорке (1932)

Каммерзенгер (нем.  Kammersänger, для лиц женского пола — Kammersängerin) не принято переводить как «камерный певец», вольный перевод — «придворный певец». Каммерзенгер — почётное немецкое и австрийское звание, которое присваивается правительством этих стран наиболее достойным и заслуженным певцам по представлению авторитетных музыкальных институтов, таких, как Берлинская государственная опера, Венская государственная опера, Баварская государственная опера, Дрезденская государственная опера.
Исторически, вплоть до распада Австро-Венгрии и Ноябрьской революции в 1918 году наименование почётного звания звучало как нем. Hofkammersänger — «придворный камерный певец» и присваивалось немецкими князьями и королями. Последним в истории придворным каммерзенгером Королевства Бавария стал тенор Карл Эрб (1877—1958).
В большинстве случаев, звание получают артисты из Германии и Австрии, однако случаются исключения. Так, почётное звание «Каммерзенгер» имеют Евгений Нестеренко, Феруччо Фурланетто, Матти Сальминен, Хосе Каррерас и ещё ряд артистов из других стран.
Самым молодым каммерзенгером в истории, по его собственным подсчётам, является немецкий бас-баритон Ханс Хоттер, получивший это звание в 27 лет. Некоторые певцы получили звание «Каммерзенгер» сразу от нескольких оперных театров, например, Тео Адам (Баварская и Венская опера) или Дитрих Фишер-Дискау (Баварская и Берлинская), Пласидо Доминго (Баварская, Берлинская и Венская), Джеймс Кинг (Баварская, Берлинская и Венская).
Среди прочих каммерзенгеров:
1974 — Жозе ван Дам (Берлин)
1980 — Агнес Бальтса (Вена)
1987 — Владимир Атлантов (Вена)
1992 — Евгений Нестеренко (Вена)
1998 — Паата Бурчуладзе (Штутгарт)
1999 — Томас Хэмпсон (Вена)
2000 — Рене Папе (Берлин)
2007 — Монсеррат Кабалье (Вена)
2012 — Хуан Диего Флорес (Вена)
2015 — Георг Цеппенфельд (Дрезден)
2017 — Анна Нетребко (Вена)
2019 — Пётр Бечала (Вена)

Когда в 2017 в Вене Нетребко был присвоен почетный титул «Kammersängerin», российские журналисты буквально перевели это звание как «камерная певица». Узнав, каким титулом её наградили российские журналисты, оперная дива оскорбилась.

### Швеция

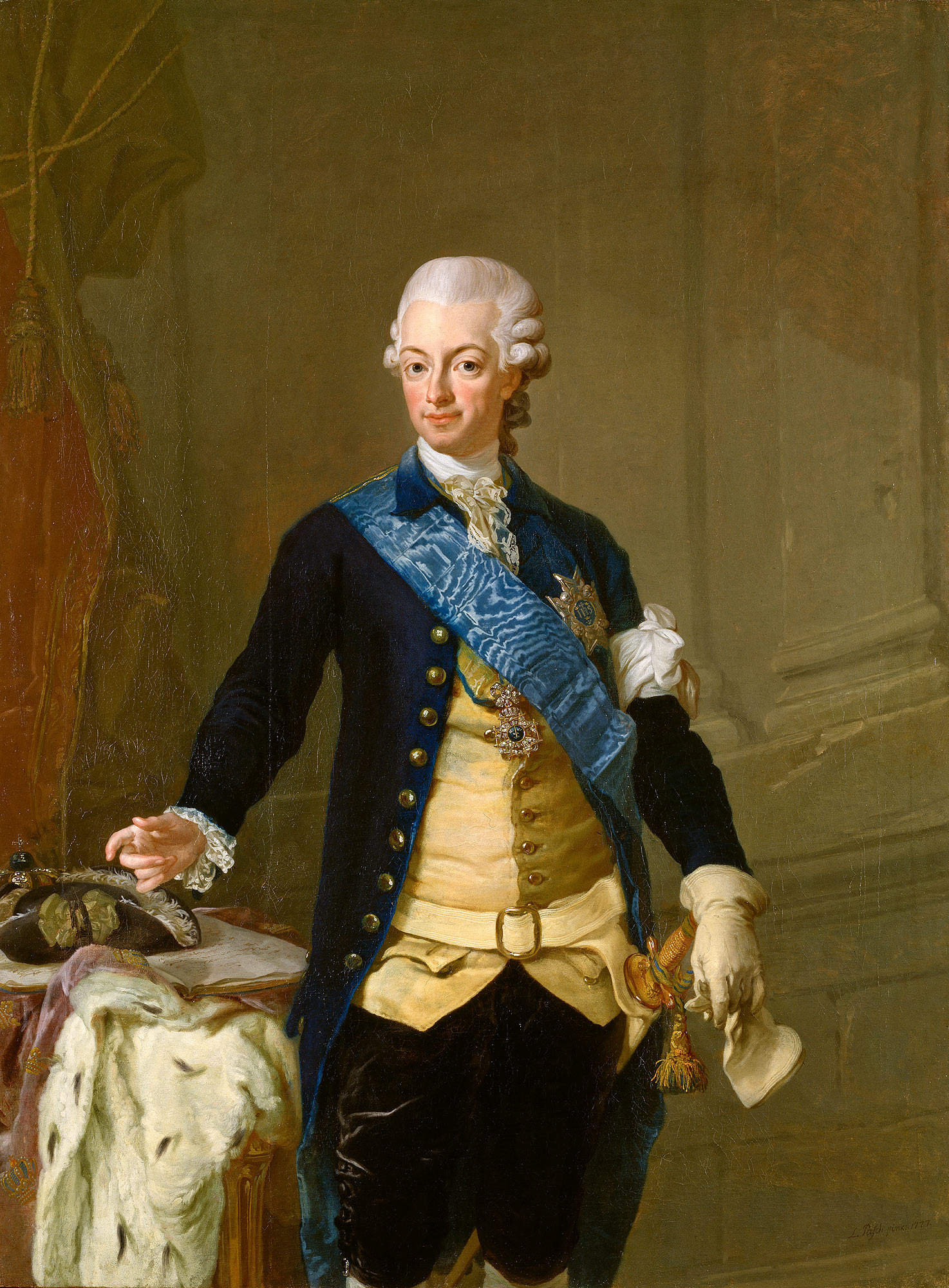
Основатель почётного звания Hovsångare Густав III

Придворный певец (швед. hovsångare) — почётное звание, присваиваемое в Швеции со времён короля Густава III (1771—1792). В отличие от звания «Каммерзенгер», награждённые артисты не из Швеции не известны; как правило, это солисты Стокгольмской оперы. Присвоение этого звания не носит регулярного характера, артисты награждаются не каждый год, а в иных случаях — по нескольку человек в год.
Среди носителей шведского звания «Придворный певец»:
1778 — Кристофер Кристиан Карстен
1944 — Юсси Бьёрлинг
1955 — Биргит Нильсон
1965 — Николай Гедда
1995 — Анне Софи фон Оттер

### Дания
Королевский каммерзангер (дат. Kongelig kammersanger «придворный певец») — почётное звание, присваиваемое с XVIII века монархом Дании. Звание королевского каммерзангера ни к чему не обязывает его носителя и не приносит ему каких-либо доходов от государства. Всего известно около пятидесяти певцов-обладателей этого звания, все из которых — датчане.
Среди них:
1930 — Лауриц Мельхиор
1936 — Хельге Росвенге
1985 — Ааге Хаугланд